# والی ناتا
والی ناتا (انگلیسی: Walle Nauta; ۸ ژوئن ۱۹۱۶ – ۲۴ مارس ۱۹۹۴) عصب‌پژوه، استاد دانشگاه، و کالبدشناس اهل ایالات متحده آمریکا بود.
وی همچنین برندهٔ جوایزی همچون درستکار در میان ملل شده‌است.